# Данвилл (Иллинойс)
Да́нвилл (англ. Danville ['dænvɪl]) — город в штате Иллинойс (США), административный центр округа Вермилион.

## История
Основан в 1827 году. К концу XIX века Данвилл стал крупным промышленным центром с рядом горно-добывающих предприятий. До 1950-х годов в городе преимущественно развивалась добыча каменного угля, и ряд способов открытой добычи угля был отработан именно здесь. Хотя уголь добывают до сих пор, многие карьеры превращены в озёра, как, например, в парке Кикапу.

## География
Расположен на востоке штата Иллинойс в 190 км к югу от Чикаго и 140 км к западу от Индианаполиса. Общая площадь города составляет 46,5 км².
Данвилл является крупным транспортным центром: он обслуживает четыре железнодорожных магистрали и региональный аэропорт.

## Демография
Население города составляло:
- по переписи 2000 года — 33 904 человек;
- по переписи 2010 года — 33 027 человек.

## Известные уроженцы и жители города
- Ирвинг Азофф — продюсер и менеджер, работает с Guns N' Roses, 30 Seconds to Mars, Кристиной Агилерой и пр.
- Джозеф Кэннон (1836—1926) — политик, конгрессмен, лидер республиканской партии.
- Джин Хэкмен — американский актёр.
- Дональд О’Коннор — американский актёр, режиссёр, продюсер.
- Джозеф Таннер — астронавт NASA.
- Элен Уэллс (1910—1986) — писатель, автор книг для подростков.